# Peggy Whitson
Peggy Annette Whitson (født 9. februar 1960) er en amerikansk biokemiker og NASA-astronaut. Hun har samlet opholdt sig 665 dage i rummet, og er derved den kvinde og amerikaner, der har opholdt sig længst tid i rummet. Sergej Krikaljov har verdensrekorden med 803 døgn i rummet.

## Første rumflyvning (Ekspedition 5)
Hendes første rumflyvning var som menigt medlem af ISS-ekspedition 5 sammen med to russere; Sergei Tresjtjev og lederen Valerij Korzun. De blev opsendt med rumfærgen Endeavour (STS-111) i juni 2002 og fløj ned til Jorden med samme rumfærge i december 2002 (STS-113). Denne tur gav Peggy Whitson 184 dage, 22 timer og 14 minutter i rummet.

## Anden rumflyvning (Ekspedition 16)
Hendes anden rumflyvning var som leder af ISS Ekspedition 16 på ISS og stambesætningerne udskiftes siden Columbias havari med Sojuzkapsler. Kaptajnen og 1. flyvemaskinisten fløj op til ISS sammen med en gæstekosmonaut eller en turist i et Sojuz-fartøj. 6 måneder senere forlod de rumstationen med det samme Sojuz-fartøj, blot med en ny passager. 2. flyvemaskinisten var der i kortere tid (1-2 måneder) og blev udskiftet med rumfærgen. Garrett Reisman var således en del af ISS ekspedition 16. Da Peggy Whitson forlod ISS, blev Garrett Reisman en del af ISS ekspedition 17, Whitson har i alt udført 5 rumvandringer på tilsammen 32 timer og 36 minutter, hvilket er rekorden for kvinder. Rekorden for mænd indehaves af Anatolij Solovjov med 82 timer og 22 minutter.
Peggy Whitson og russeren Jurij Malentsjenko fløj Sojuz TMA-11 op til ISS i oktober 2007 og landede med Sojuzfartøjet d. 19 april 2008 med den sydkoreanske gæstekosmonaut Yi So-yeon. Landingen blev voldsom med en G-påvirkning på 10, et redningshold måtte afhente besætningen, der landede næsten 420 km ude af kurs. Sojuz 33 var udsat for samme G-påvirkninger men rekorden er Sojuz 18a med 21,3 G i 1975. Der fik Vasilij Lazarev indre skader og blev grounded.
Lederen af det russiske rumagentur, Anatolij Perminov, påstod, at Sojuz TMA-11's brutale nedstigning skyldtes, at der var flere kvinder end mænd om bord.

### Tredje rumflyvning (Ekspedition 50/51/52)
Peggy Whitson ankom atter til Den Internationale Rumstation (ISS) den 19. november 2016, under Ekspedition 50/51, der blev opsendt den 17. november 2016, fra Bajkonur-kosmodromen i Kasakhstan. Hun var øverstbefalende på Ekspedition 51. Med opsendelsen med Ekspedition 50/51 blev Whitson i en alder af 56 år den ældste kvinde i rummet. Under missionen satte hun rekord som den amerikaner, der har opholdt sig flest dage i rummet. Den hidtidige rekord var 534 dage sat af Jeff Williams. I begyndelsen af april 2017 blev missionen forlænget med yderligere tre måneder, og hun vendte tilbage til Jorden med en Soyuz-kapsel, der landede i Kasakstahn den 2. september 2017.